# Leinen los für MS Königstein
Leinen los für MS Königstein ist eine dreizehnteilige deutsche Familienserie, die als 45-minütige Folgen im MDR ausgestrahlt wurden. Produziert wurde die Serie von der Saxonia Media Filmproduktion unter Leitung von Hans-Werner Honert. Die Hauptrollen waren mit Dietmar Schönherr, Herbert Köfer, Rosemarie Fendel, Andreas Schmidt-Schaller und Erika Skrotzki besetzt. Gedreht wurde die Serie vom 22. April 1996 bis zum 15. November 1996 in Dresden und Umgebung.

## Schauspieler und Rollen
Die folgende Tabelle zeigt die Hauptdarsteller. Daneben waren auch namhafte Gastdarsteller wie Robert Stadlober, Fred Delmare, Horst Drinda, Uta Schorn, Karin Schröder, Dorit Gäbler und Marianna Linden dabei.
| Schauspieler             | Rolle             | Episoden |
| ------------------------ | ----------------- | -------- |
| Dietmar Schönherr        | Heinrich Starke   | 13       |
| Herbert Köfer            | Wenzel Jindrich   | 13       |
| Rosemarie Fendel         | Charlotte Starke  | 13       |
| Andreas Schmidt-Schaller | Alfred Starke     | 13       |
| Erika Skrotzki           | Anneliese Starke  | 13       |
| Nikolaus Gröbe           | Ulrich Starke     | 13       |
| Sheri Hagen              | Tina              | 13       |
| Marina Krogull           | Christine Steiner | 13       |
| Günter Schubert          | Gernot Steiner    | 13       |
| Roswitha Schreiner       | Toni Lichtenauer  | 13       |

## Episodenliste
| Folge | Titel                  | Ausstrahlung      |
| ----- | ---------------------- | ----------------- |
| 1     | Heinrich der Starke    | 24. November 1997 |
| 2     | Das Schützenfest       | 1. Dezember 1997  |
| 3     | Unterm Hammer          | 8. Dezember 1997  |
| 4     | Irrungen und Wirrungen | 15. Dezember 1997 |
| 5     | Margarete von Wettin   | 22. Dezember 1997 |
| 6     | Schule der Frauen      | 29. Dezember 1997 |
| 7     | Haus am See            | 5. Januar 1998    |
| 8     | Hahn im Korb           | 12. Januar 1998   |
| 9     | Der Zankapfel          | 19. Januar 1998   |
| 10    | Der Weiberkrieg        | 26. Januar 1998   |
| 11    | Schmutzige Fracht      | 2. Februar 1998   |
| 12    | Musik im Blut          | 9. Februar 1998   |
| 13    | Starkes Glück          | 16. Februar 1998  |